# Ważyny
Ważyny (deutsch Wasienen) ist ein Dorf in der polnischen Woiwodschaft Ermland-Masuren. Es gehört zur Gmina Kozłowo (Landgemeinde Groß Koslau, 1938 bis 1945 Großkosel) im Powiat Nidzicki (Kreis Neidenburg).

## Geographische Lage
Ważyny liegt im Südwesten der Woiwodschaft Ermland-Masuren, sieben Kilometer südlich der Kreisstadt Nidzica (deutsch Neidenburg).

## Geschichte
Das kleine seinerzeit Waschinnen (nach 1574 Waszienen, nach 1785 Wasinen) genannte Dorf wurde vor 1498 gegründet. 1874 wurde der Ort in den neu errichteten Amtsbezirk Saberau (polnisch Zaborowo) im ostpreußischen Kreis Neidenburg eingegliedert.
162 Einwohner waren im Jahre 1910 in Wasienen gemeldet. Ihre Zahl belief sich 1933 auf 175 und 1939 auf 172.
In Kriegsfolge kam 1945 das gesamte südliche Ostpreußen zu Polen. Wasienen erhielt die polnische Namensform „Ważyny“ und ist heute mit dem Sitz eines Schulzenamts eine Ortschaft im Verbund der Gmina Kozłowo (Landgemeinde Groß Koslau, 1938 bis 1945 Großkosel) im Powiat Nidzicki (Kreis Neidenburg), bis 1998 der Woiwodschaft Olsztyn, seither der Woiwodschaft Ermland-Masuren zugehörig. Im Jahre 2011 zählte Ważyny 82 Einwohner.

## Kirche
Bis 1945 war Wasienen in die evangelische Kirche Saberau (polnisch Zaborowo) in der Kirchenprovinz Ostpreußen der Kirche der Altpreußischen Union, außerdem in die römisch-katholische Kirche Neidenburg (polnisch Nidzica) im damaligen Bistum Ermland eingepfarrt. Heute gehört Ważyny katholischerseits zur Kreuzerhöhungskirche Kanigowo (Kandien) im jetzigen Erzbistum Ermland, evangelischerseits zur Heilig-Kreuz-Kirche Nidzica in der Diözese Masuren der Evangelisch-Augsburgischen Kirche in Polen.

## Verkehr
Ważyny liegt an einer Nebenstraße, die von Kanigowo (Kandien) über Zaborowo (Saberau) nach Sarnowo (Scharnau) führt. Einen Bahnanschluss gibt es nicht.